# Campeonato da Oceania de Atletismo de 2004
O Campeonato da Oceania de Atletismo de 2004 foi a 7ª edição da competição organizada pela Associação de Atletismo da Oceania entre os dias 16 a 18 de dezembro de 2004. Teve como sede Townsville Sports Reserve, na cidade de Townsville, na Austrália, sendo disputadas 38 provas (20 masculino e 18 feminino). Foram realizados 2 eventos de exposição (1 masculino e 1 feminino), não gerando medalhas para esses eventos. Teve como destaque a Nova Zelândia com 25 medalhas no total, 12 de ouro. 

## Medalhistas
Esses foram os resultados da competição.  Os resultados para os atletas da Papua-Nova Guiné podem ser encontrados na página do Athletics PNG. 

### Masculino
| Evento                             | Ouro                                                                      | Ouro     | Prata                                                                        | Prata    | Bronze                                                                           | Bronze   |
| ---------------------------------- | ------------------------------------------------------------------------- | -------- | ---------------------------------------------------------------------------- | -------- | -------------------------------------------------------------------------------- | -------- |
| 100 metros                         | Andrew Moore · Nova Zelândia                                              | 10.78    | Eroni Tuivanuavou · Fiji                                                     | 10.88    | Otis Gowa · Austrália                                                            | 10.91    |
| 200 metros                         | Andrew Moore · Nova Zelândia                                              | 21.30w   | Moses Kamut · Vanuatu                                                        | 21.65w   | Sam Rapson · Nova Zelândia                                                       | 21.95w   |
| 400 metros                         | Sam Rapson · Nova Zelândia                                                | 48.01    | Peter Tuccandidgee · Austrália                                               | 48.14    | Moses Kamut · Vanuatu                                                            | 48.36    |
| 800 metros                         | Neil Sampson · Nova Zelândia                                              | 1:56.16  | Gerard Parker · Nova Zelândia                                                | 1:58.52  | Yann Saulia · Nova Caledônia                                                     | 1:59.81  |
| 1 500 metros                       | Neil Sampson · Nova Zelândia                                              | 4:00.10  | Luke Hurring · Nova Zelândia                                                 | 4:03.04  | Chris Bais · Papua-Nova Guiné                                                    | 4:10.13  |
| 5 000 metros                       | Luke Hurring · Nova Zelândia                                              | 15:36.08 | Abdullah Guled · Nova Zelândia                                               | 15:46.89 | Andrew Hall · Austrália                                                          | 16:08.07 |
| 110 metros barreiras               | Avele Tanielu · Samoa                                                     | 14.85    | Aleki Toetu'u Sapoi · Tonga                                                  | 15.59    | Tamatoa Laibe · Polinésia Francesa                                               | 16.03    |
| 400 metros barreiras               | Aleki Toetu'u Sapoi · Tonga                                               | 54.38    | Meli Cama · Fiji                                                             | 54.67    | Kumimo'ui Uhila · Tonga                                                          | 62.66    |
| 3.000 metros com obstáculos        | Rodney Rapasi Gapirongo · Ilhas Salomão                                   | 10:59.44 | Tekooki Teieka · Kiribati                                                    | 12:13.41 | Magic Felise · Samoa Americana                                                   | 18:03.32 |
| Meia maratona                      | Andrew Hall · Austrália                                                   | 1:16:07  | Abdullah Guled · Nova Zelândia                                               | 1:16:59  | Shawn Claydon · Austrália                                                        | 1:19:38  |
| 4×100 metros estafetas (exposição) | Nova Zelândia · Jeremy McColl · Sam Rapson · Craig Sneddon · Andrew Moore | 41.49    | Austrália · Lars Hansen · Julius Nyambane · Peter Tuccandidgee · Otis Gowa   | 42.20    | Tonga · Philip-Funaki Palanite · Kumimo'ui Uhila · Aisea Tohi · Aleki Sapoi      | 43.84    |
| Revezamento medley 800 m           | Vanuatu · John Ernest Nakou · Abraham Kepsin · Sam Kaiapam · Moses Kamut  | 1:34.86  | Papua-Nova Guiné · Sammy Sasama · Andrew Doonar · Fabian Niulai · Chris Bais | 1:35.01  | Ilhas Salomão · Wycliffe Osoa · Francis Manioru · Jack Iroga · Chris Meke Walasi | 1:35.48  |
| Salto em altura                    | Rajendra Prasad · Fiji                                                    | 1.95     | Stellio Tauraa · Polinésia Francesa                                          | 1.95     | Sandy Katusele · Papua-Nova Guiné                                                | 1.90     |
| Salto com vara                     | Jeremy McColl · Nova Zelândia                                             | 4.40     | Tamatoa Laibe · Polinésia Francesa                                           | 4.00     | Brendon Albrey · Nova Zelândia                                                   | 3.50     |
| Salto em comprimento               | Melvin Hamou · Nova Caledônia                                             | 6.86     | Nathaniel Franklin · Austrália                                               | 6.82     | Sandy Katusele · Papua-Nova Guiné                                                | 6.62     |
| Salto triplo                       | Sandy Katusele · Papua-Nova Guiné                                         | 14.70    | James Murphy · Austrália                                                     | 14.28    | Kumimo'ui Uhila · Tonga                                                          | 13.50    |
| Arremesso de peso                  | Shaka Sola · Samoa                                                        | 17.86    | Faleono Seve · Samoa                                                         | 15.08    | Sosefo Fonorito · Fiji                                                           | 14.78    |
| Lançamento de disco                | Shaka Sola · Samoa                                                        | 53.79    | Salesi Ahokovi · Tonga                                                       | 51.30    | Justin Andre · Guam                                                              | 48.15    |
| Lançamento do martelo              | Faleono Seve · Samoa                                                      | 53.00    | Justin Andre · Guam                                                          | 49.73    | Shaka Sola · Samoa                                                               | 45.94    |
| Lançamento do dardo                | Karl Fitzpatrick · Nova Zelândia                                          | 56.47    | Andrew Welsh · Austrália                                                     | 56.06    | Michael Browne · Nova Zelândia                                                   | 52.96    |
| Pentatlo                           | Nathan Baart · Austrália                                                  | 3078     | Tamatoa Laibe · Polinésia Francesa                                           | 3027     | Brendan Peeters · Austrália                                                      | 2918     |

### Feminino
| Evento                             | Ouro                                                                          | Ouro     | Prata                                                                                  | Prata    | Bronze                                                                        | Bronze  |
| ---------------------------------- | ----------------------------------------------------------------------------- | -------- | -------------------------------------------------------------------------------------- | -------- | ----------------------------------------------------------------------------- | ------- |
| 100 metros                         | Mae Koime · Papua-Nova Guiné                                                  | 12.02w   | Latai Sikuvea · Tonga                                                                  | 12.04w   | Marie-Claude Haluatr · Nova Caledônia                                         | 12.65w  |
| 200 metros                         | Mae Koime · Papua-Nova Guiné                                                  | 24.68    | Latai Sikuvea · Tonga                                                                  | 24.88    | Casey Cunningham · Austrália                                                  | 24.95   |
| 400 metros                         | Casey Cunningham · Austrália                                                  | 55.92    | Maria Kaupa · Papua-Nova Guiné                                                         | 58.92    | Mereoni Raluve · Fiji                                                         | 59.38   |
| 800 metros                         | Riana Dinsmore · Austrália                                                    | 2:20.84  | Salome Dell · Papua-Nova Guiné                                                         | 2:20.92  | Merelaisa Dawaqa · Fiji                                                       | 2:44.42 |
| 1 500 metros                       | Julia Scoones · Nova Zelândia                                                 | 4:52.60  | Salome Dell · Papua-Nova Guiné                                                         | 4:54.48  | Latia Tuifutuna · Tonga                                                       | 5:44.35 |
| 5 000 metros                       | Julia Scoones · Nova Zelândia                                                 | 19:49.29 | Banrenga Baikia · Kiribati                                                             | 22:47.88 |                                                                               |         |
| 100 metros barreiras               | Cécile Tiatia · Polinésia Francesa                                            | 15.33    | Gemma Radford · Nova Zelândia                                                          | 15.94    | Melesia Mafile'o · Tonga                                                      | 16.02   |
| 400 metros barreiras               | Cécile Tiatia · Polinésia Francesa                                            | 63.70    | Riana Dinsmore · Austrália                                                             | 65.76    | Gemma Radford · Nova Zelândia                                                 | 66.19   |
| 4×100 metros estafetas (exposição) | Austrália · Brooke Gillham · Kimara Timms · Casey Cunningham · Amilia Wallace | 49.27    | Tonga · Kaati Malua · Patiola Pahulu · Penateti Feke · Latai Sikuvea                   | 49.54    | Nova Zelândia · Nicole Jenness · Christa Clyde · Joelene Hardy · Jenna Erkila | 49.67   |
| Revezamento medley 800 m           | Austrália · Kate Smith · Brooke Gillham · Kimara Timms · Casey Cunningham     | 1:49.80  | Fiji · Soko Salaniqiqi · Milika Tuivanuavou · Miriama Radiniwaimaro · Merelaisa Dawaqa | 1:51.56  | Nova Zelândia · Amber Grogan · Christa Clyde · Joelene Hardy · Gemma Radford  | 1:52.39 |
| Salto em altura                    | Véronique Boyer · Polinésia Francesa                                          | 1.78     | Marissa Pritchard · Nova Zelândia                                                      | 1.65     | Anna Molineaux · Nova Zelândia                                                | 1.60    |
| Salto com vara                     | Amber Grogan · Nova Zelândia                                                  | 3.40     |                                                                                        |          |                                                                               |         |
| Salto em comprimento               | Soko Salaqiqi · Fiji                                                          | 5.52     | Melesia Mafile'o · Tonga                                                               | 5.33w    | Colleen Rehbein · Austrália                                                   | 5.24    |
| Salto triplo                       | Véronique Boyer · Polinésia Francesa                                          | 12.64    | Melesia Mafile'o · Tonga                                                               | 12.15    | Marissa Pritchard · Nova Zelândia                                             | 11.92   |
| Arremesso de peso                  | Ana Po'uhila · Tonga                                                          | 14.89    | Tereapii Tapoki · Ilhas Cook                                                           | 14.58    | Melehifo Uhi · Tonga                                                          | 14.22   |
| Lançamento de disco                | Tereapii Tapoki · Ilhas Cook                                                  | 52.98    | Melehifo Uhi · Tonga                                                                   | 52.01    | Ana Po'uhila · Tonga                                                          | 45.49   |
| Lançamento do martelo              | Andrea Vigers · Nova Zelândia                                                 | 46.61    | Helen Dunkley · Austrália                                                              | 43.28    | Siniva Marsters · Ilhas Cook                                                  | 41.53   |
| Lançamento do dardo                | Serafina Akeli · Samoa                                                        | 50.22    | Kate Smith · Austrália                                                                 | 42.62    | Tammy Martin · Austrália                                                      | 40.67   |
| Pentatlo                           | Dolores Dogba · Polinésia Francesa                                            | 2713     | Melesia Mafile'o · Tonga                                                               | 2660     | Vikatolia Manumu'a · Tonga                                                    | 2034    |

## Quadro de medalhas
| Ordem | País               | Medalha de ouro | Medalha de prata | Medalha de bronze | Total |
| ----- | ------------------ | --------------- | ---------------- | ----------------- | ----- |
| 1     | Nova Zelândia      | 12              | 6                | 7                 | 25    |
| 2     | Austrália          | 5               | 7                | 7                 | 19    |
| 3     | Polinésia Francesa | 5               | 3                | 1                 | 9     |
| 4     | Samoa              | 5               | 1                | 1                 | 7     |
| 5     | Papua-Nova Guiné   | 3               | 4                | 3                 | 10    |
| 6     | Tonga              | 2               | 8                | 7                 | 17    |
| 7     | Fiji               | 2               | 3                | 3                 | 8     |
| 8     | Ilhas Cook         | 1               | 1                | 1                 | 3     |
| 8     | Vanuatu            | 1               | 1                | 1                 | 3     |
| 10    | Nova Caledônia     | 1               | 0                | 2                 | 3     |
| 11    | Ilhas Salomão      | 1               | 0                | 1                 | 2     |
| 12    | Kiribati           | 0               | 2                | 0                 | 2     |
| 13    | Guam               | 0               | 1                | 1                 | 2     |
| 14    | Samoa Americana    | 0               | 0                | 1                 | 1     |
| Total | Total              | 38              | 37               | 36                | 111   |

## Participantes (não oficial)
A participação de atletas de 18 países pode ser determinada a partir da lista de resultados publicados. 
| - Samoa Americana - Austrália - Ilhas Cook - Fiji - Polinésia Francesa - Guam | - Kiribati - Estados Federados da Micronésia - Nauru - Nova Caledônia - Nova Zelândia - Marianas Setentrionais | - Palau - Papua-Nova Guiné - Samoa - Ilhas Salomão - Tonga - Vanuatu |

Legenda
| Recorde mundial       | Recorde mundial (World record)               |                       | Recorde africano                      | Recorde africano (African) |                                           | Q | Classificado por posição (Qualified) |
| Recorde do campeonato | Recorde do campeonato (Championship record)  | Recorde da América    | Recorde da América (Americas)         | q                          | Classificado por melhor tempo (Qualified) |   |                                      |
| Melhor marca do ano   | Melhor marca do ano (World leading)          | Recorde asiático      | Recorde asiático (Asian)              | DNS                        | Não largou (Did not start)                |   |                                      |
| Recorde nacional      | Recorde nacional (National record)           | Recorde europeu       | Recorde europeu (European)            | DNF                        | Não terminou (Did not finish)             |   |                                      |
| Recorde pessoal       | Recorde pessoal do atleta (Personal best)    | Recorde da Oceania    | Recorde da Oceania (Oceania)          | DSQ / DQ                   | Desclassificado (Disqualified)            |   |                                      |
| Recorde da temporada  | Recorde da temporada do atleta (Season best) | Recorde sul-americano | Recorde sul-americano (South America) | NM                         | Sem marca (No mark)                       |   |                                      |